# Pavel Bizjak
Pavel Bizjak (tudi Bisjak), slovenski delavski voditelj, politik in partizan, * 6. januar 1891, Čahorče, Koroška, † 20. avgust 1988, Borovlje, Koroška).
Pavel Bizjak se je izučil za mizarja. Leta 1909 se je pridružil delavskemu društvu v Borovljah. Med prvo svetovno vojno je bil vpoklican k vojakom. Po vrnitvi s front 1. svetovne vojne je postal zaupnik socialnodemokratske stranke. Ob delavski vstaji v Avstriji leta 1934 je bil aretiran in na procesu 1935 obsojen veleizdaje. Kot nasprotnika nacizma ga je gestapo poleti 1944 aretiral, Bizjak pa je ušel in se pridružil partizanom v Avstrijskem bataljonu na Koroškem. Ob osvoboditvi je začasno postal boroveljski župan, vendar pa se ni vključil v boj Koroških Slovencev za priključitev k Jugoslaviji. Jeseni 1945 je bil izvoljen za socialističnega deželnega poslanca; v deželnem zboru je vodil manjšinski odbor. Po smrti zveznega poslanca Laggerja je leta 1949 kot prvi Slovenec v 2. avstrijski republiki za nekaj časa prišel v avstrijski parlament.